# 鳳凰
| 平等院鳳凰堂屋上の鳳凰像。旧一万円札にも描かれていた。 |  | 平等院鳳凰堂屋上の鳳凰像。旧一万円札にも描かれていた。 |
| 平等院鳳凰堂屋上の鳳凰像。旧一万円札にも描かれていた。 |  |                                                        |

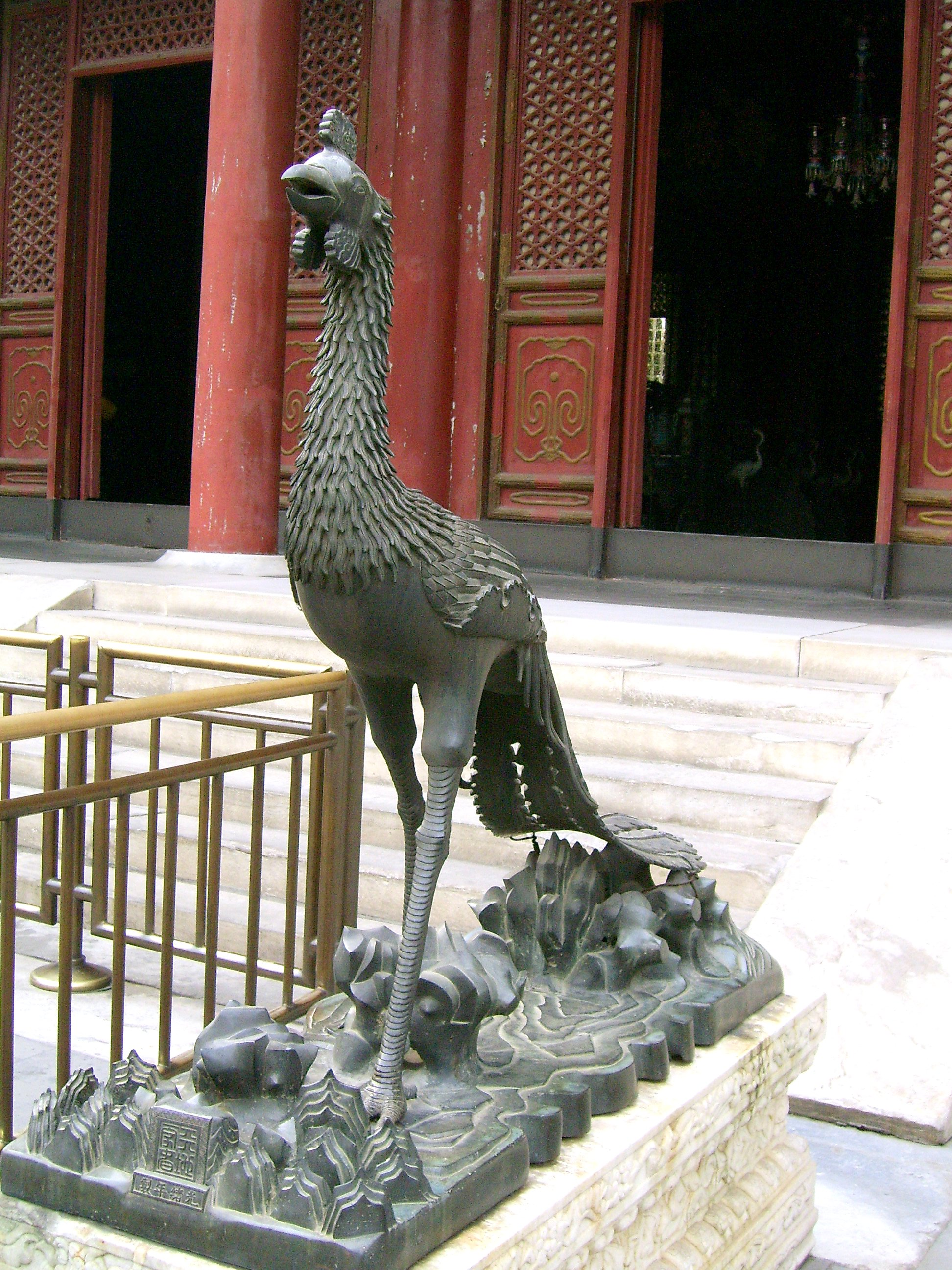
紫禁城の鳳凰像。

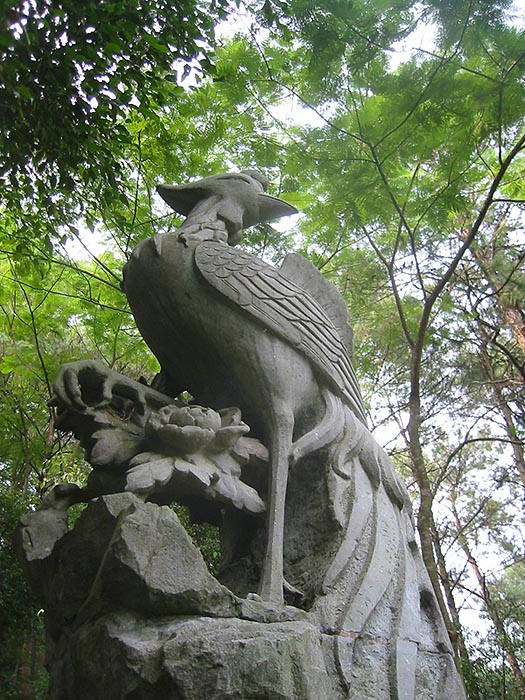
中国 広西チワン族自治区の都市 南寧にある鳳凰の像。

鳳凰（ほうおう）とは、中国神話に登場している伝説の霊鳥であり、中華文化における最も縁起の良い鳥類とされている 。「鳳王」や「鳳皇」で漢字表記されることもある。
中国をはじめ、日本・台湾・韓国・ベトナム・モンゴル・シンガポールなどの漢字圏の国々で広く使われており、絵や彫刻・建築・模様・器具・装飾・シンボル・物語の中で頻繁に登場している。

## 特徴

### 外観と基本形態
鳳凰は紀元前2世紀の頃の前漢期にその概念が成立されたと言われているが、具体的な成立時期は確定していない。以下は現存する古代中国の文献から抜粋したものとなる。
- 中国最古の類語辞典『爾雅』の17章に拠れば、頭は鶏、頷は燕、頸は蛇、背は亀、尾は魚で、色は黒・白・赤・青・黄の五色で、高さは六尺程とされる[6]。
- 中国最古の妖怪図鑑『山海経』の南山経に拠れば、鶏に似ており、頸には「徳」、翼に「義」、背に「礼」、胸に「仁」、腹に「信」の紋があるとされた。
- 後漢の字典『説文解字』に拠れば、前は鴻、後は麟、頸は蛇、尾は魚、顙は鸛、腮は鴛、紋様は龍、背は虎、頷は燕、喙は鶏と記された。
- 南朝の時代に成立した『宋書』の巻28の志第18に拠れば、頭は蛇、頷は燕、背は亀、腹は鼈、頸は鶴、喙は鶏、前部は鴻、尾は魚に似ており、頭は青（緑）、翼を並べるとされる。
- 同じく『宋書』の巻28の志に拠れば、孔雀くらいの大きさとされる。
- また南宋の『癸辛雑識』に拠れば、高さ一丈（約3.07m）ほどで、尾は鯉に似、色が濃いとされた[7]。

### その他の特徴
- 縁起の良い鳥類：春秋時代の『詩経』『春秋左氏伝』『論語』などでは「聖天子の出現を待ってこの世に現れる」といわれる瑞獣（瑞鳥）のひとつとされる。
- 霊獣：『礼記』では麒麟・霊亀・応竜とともに「四霊」と総称されている[8]。
- 食べ物と居場所：鳳凰は、霊泉（醴泉〈れいせん〉、甘い泉の水[9]）だけを飲み、60-120年に一度だけ実を結ぶという竹の実のみを食物とし、梧桐の木にしか止まらないという[9]。『詩経』に「鳳凰鳴けり、彼の高き岡に。梧桐生ず、彼の朝陽に」[10]とあり、「鳳凰は梧桐にあらざれば栖まず、竹実にあらざれば食わず」という[11]。また、仙人たち（八仙など）が住むとされる伝説上の山崑崙山に鳳凰は棲んでいるともいわれる[12]。
- 鳥類としての渡り行動：『説文解字』では「東方君子の国に産し、四海の外を高く飛び、崑崙山を過ぎ、砥柱で水を飲み、弱水で水浴びをし、日が暮れれば風穴に宿る」とも記された。
- 性別の違い：唐の時代の『酉陽雑俎』では、骨が黒く、雄と雌は明け方に違う声で鳴くと記述される[13]。
- 地位：『本草綱目』によれば、羽ある生物の王であるとされる。
- 薬用：鳳凰の卵は不老長寿の霊薬であるとされるとともに、中国の西方にあるという沃民国（よくみんこく）やその南にある孟鳥国（もうちょうこく）にも棲むといわれ、その沃民国の野原一面に鳳凰の卵があると伝えられる[9]。

### 日中の相違
鳳凰の概念が中国大陸から日本へ伝来した際、そのデザインも時を経て変化していった。例として、現代の中国では一般に、背丈が「12-25尺の大きさ」があり、容姿は頭が金鶏、嘴は鸚鵡、頸は龍、胴体の前部が鴛鴦、後部が麒麟、足は鶴、翼は燕、尾は孔雀とされる。これに対し日本では一般に、背丈が「4-5尺」ほどに小さくなり、その容姿は頭と嘴が鶏、頸は蛇、胴体の前部が麟、後部が鹿、背は亀、頷は燕、尾は魚であるとされる。
しかし、中国も日本も鳳凰を五色絢爛な色彩に設定し、羽には孔雀に似て五色の紋があり、声は五音を発するとされる。

## 鳳凰の別名
鳳凰の別名としては、雲作、雲雀、叶律郎、火離、五霊、仁智禽、丹山隠者、長離、朋、明丘居士などがある。黄鳥・狂鳥・孟鳥・夢鳥なども鳳凰と同一とする説もある。

## 鳳凰の種類
これらの種類分けは理論的・空想的なものであって、実際の装飾や図像表現においては鳳凰と精確に区別されることが無くほとんど同形同一のものであり、五種類ある鸑鷟・鵷鶵・青鸞・鴻鵠などが鳳凰と別のものか同じものかをめぐる厳密な議論はあまり意味がない。

### 鸞
鸞（らん）は、鳳凰の一種で青いものをさすとも、鳳凰は赤いのに鸞は青いから別のものともいう。『淮南子』によれば、応竜は蜚翼を生み鳳凰が鸞鳥を生んだとされている、鳳凰は鸞鳥を生み鸞鳥が諸鳥を生んだとされている。唐の『初学記』（728年）によれば、鸞とは鳳凰の雛のこととされる。また江戸時代の『和漢三才図会』は鸞を実在の鳥とし、中国の類書『三才図会』からの引用で、鸞は神霊の精が鳥と化したものとする。また鳳凰が歳を経ると鸞になるとも、君主が折り目正しいときに現れるとしている。またその声は5音の律、赤に5色の色をまじえた羽をたたえているとされ、鳳凰と区別し難い。

### 鵷鶵
鵷鶵（えんすう）は、鳳凰の一種で黄色いものをさすとも、鳳凰は赤いのに鵷鶵は黄色いから別のものともいう。『山海経』では「鳳凰とともに住む」とあるから鳳凰とは別の鳥であるが、ともに住むから習性も似ており『荘子』秋水篇には「鵷鶵、南海を発して北海に飛ぶ。梧桐に非ざれば止まらず、練実（竹の実）に非ざれば食わず、醴泉（甘い味のする泉の水）に非ざれば飲まず」とあるのは鳳凰に類同する。

### その他の分類
『山海経』には、五色の鳥として鳳鳥（鳳）・鸞鳥（鸞）・凰鳥（凰）の3種が挙げられているが具体的な違いは明らかでない。鳳（ほう）はオス、凰（おう）はメスを指すという説もあれば、鳳凰のうち赤いのを鳳、青いのを鸞、黄色いのを鵷鶵、紫のを鸑鷟（がくさく）、白いのを鴻鵠、と色でわける説（『毛詩陸疏広要』）もある。

## モデル（実在の鳥）の比定

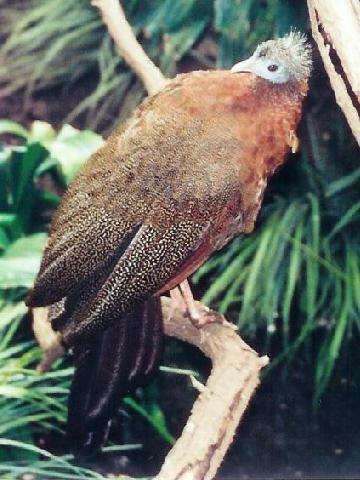
セイラン

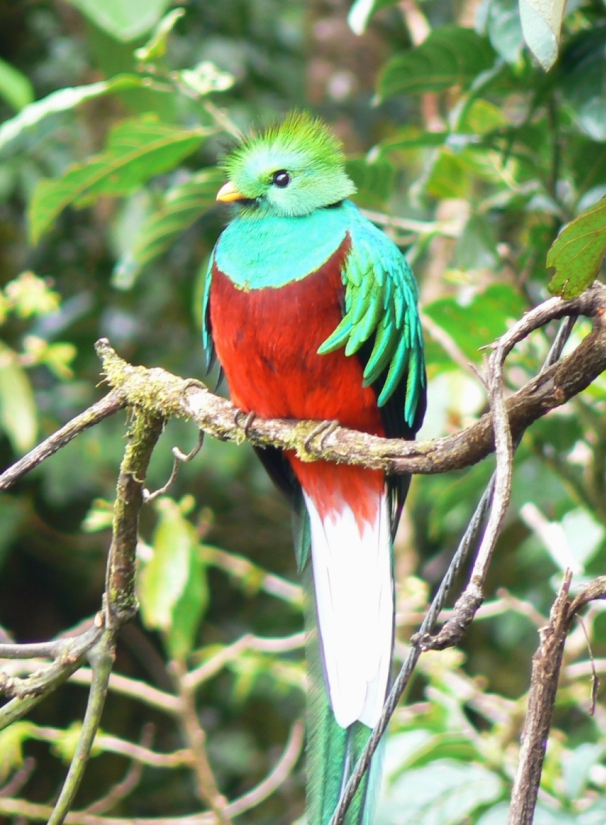
ケツァール

また江戸時代の『和漢三才図会』は鸞を実在の鳥としているが、鳳凰のモデルとなった実在の鳥類について諸説ある。
- マクジャク、キンケイ・ギンケイ、オナガキジやジュケイ類といった中国に生息するキジ類とする説。
- マレー半島に生息するキジ科の大型鳥であるセイラン（青鸞）とする説（吉井信照ら）。
- マレー半島に生息するカンムリセイラン（鳥類学者蜂須賀正氏はケンブリッジ大学に提出した卒業論文｢鳳凰とは何か｣において、鳳凰のモデルを、カンムリセイランとした[17]。頭がニワトリに似、頸がヘビのようで、背中に亀甲状の模様があり、尾が縦に平たく魚に似ている、といったカンムリセイランの特徴を挙げた[18]。
- ツバメ説（袁珂の説。『爾雅』の記述に鳳凰の別名エンを「燕」と解釈[19]）
- 笹間良彦は鳳凰の相似霊鳥である鸞について、キヌバネドリ目のケツァールが、鸞の外観についての説明に合致するという[20]。

## 装飾における鳳凰
古代から中世にかけて東アジア全域にわたってその意匠が装飾に使用された。
日本では伝説にちなんで桐の家具に鳳凰を彫刻するものが流行したと『枕草子』にある。装飾芸術としては宇治平等院鳳凰堂や、京都鹿苑寺金閣の屋上にあるものが知られている。戦国大名の里見氏は鳳凰が描かれた印判を使用している。
現代では通貨や郵便ステーショナリー、各種団体の意匠にも取り入れられている。
- 日本銀行券
  - 2004年（平成16年）11月1日より発行  壱万円裏面 平等院鳳凰像
- 硬貨
  - 1957年（昭和32年）から1958年（昭和33年）発行　百円銀貨表面　年銘は昭和三十二年および昭和三十三年
- 切手
  - 1925年（大正14年）5月10日発売　3銭と20銭　大婚二十五年記念切手　鳳凰
  - 1928年（昭和3年）11月10日発売　1銭と6銭　大礼記念切手	金の鳳凰
  - 1971年（昭和46年）3月29日発売　150円普通切手　平等院鳳凰堂棟飾り
  - 1976年（昭和51年）1月25日発売　150円普通切手　刷色変更
  - 1998年（平成10年）10月1日発売　80円　ふるさと切手薩摩焼400年祭　染付鳳凰文広口花瓶
- はがき
  - 1981年（昭和56年）4月1日発売　40円料額印面
- 日本赤十字社の社章は、赤十字竹桐鳳凰章という。
- 企業では、角川グループのものが知られている。角川書店の創業者角川源義が1946年（昭和21年）に出版した飛鳥新書のマークに使ったことに始まる。
- 専修大学と創価大学の校章は、鳳凰の翼を意匠に取り入れている。
- 神輿や山車の屋根の上に装飾として乗せられることもある。
- 国鉄D51形蒸気機関車等には、お召し列車牽引装備として鳳凰が除煙板に装飾として取り付けられた機体（D51 758、D51 838等）がある。
- 宮型霊柩車には、鳳凰が装飾として取り入れられていることが多くある。
- トヨタ自動車が製造している最高級乗用車センチュリーには、エンブレムとして鳳凰が取り入れられている。
- 賞状の縁にデザインされている鳥は鳳凰である。左が鳳・右が凰で、中央には雲竜・下部には桐をモチーフにした図柄が用いられるのが一般的である。[23]

## 地名
- 山梨県と秋田県に鳳凰山がある。
- 中国湖南省湘西トゥチャ族ミャオ族自治州に鳳凰県がある。

## 起源
殷の時代には風の神、またはその使者（風師）として信仰されていたといわれる。また「風」の字と、「鳳」の字の原型は、同じであったともいわれる。

## フェニックスとの関係

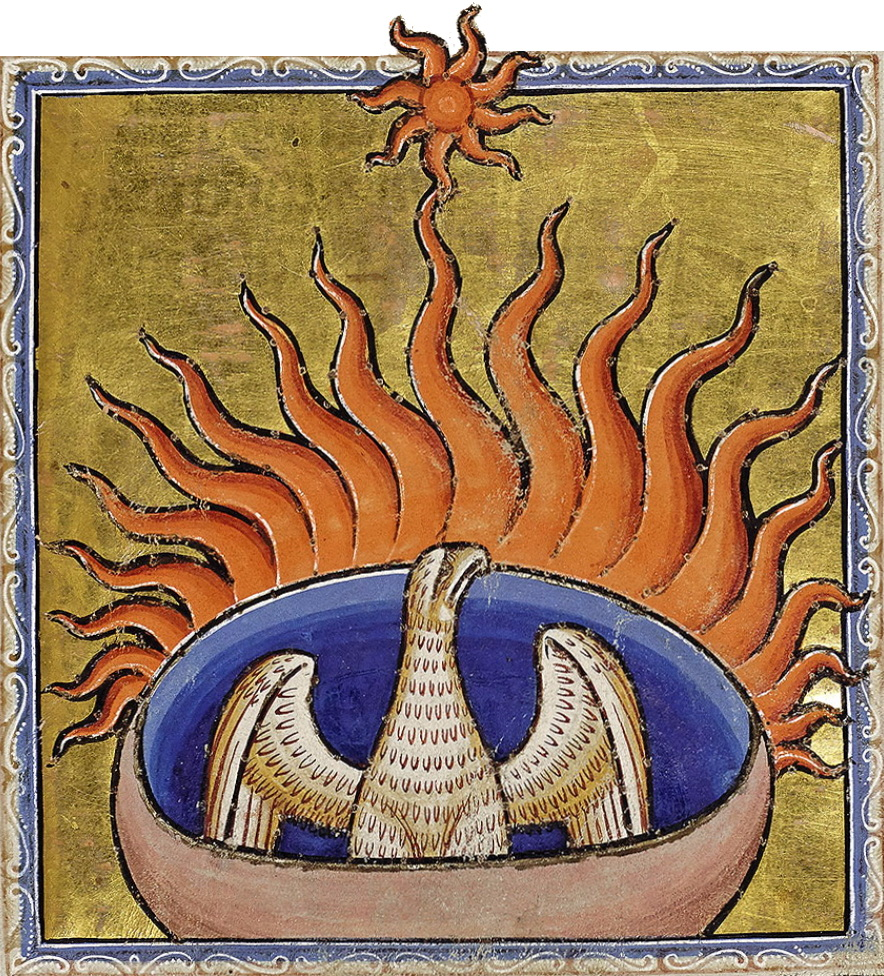
不死鳥フェニックス

鳳凰は欧米では東洋のフェニックスともみなされ、英語では Chinese Phoenix 〔中国のフェニックス〕とも呼ばれている。過去の歴史においても現在のフィクションにおいても、フェニックスと鳳凰はしばしば相互に関連付けられたり、混同される。
以下のように中国の鳳凰は西洋のフェニックスとは本来別系統のものであり、特徴も異なる。ただし、ペルシア神話の「フマ」はフェニックスと鳳凰の中間的な性質をもち、ベンヌ〜フマ〜鳳凰は死と再生の象徴（政治的には新王朝の到来の象徴）として日の出を告げる鳥の神格化で、神話学的に同一起源である可能性が指摘されている。
- ヘロドトスの『歴史』によればフェニックスの形態は鷲に近い（古代オリエントでは鷲は太陽に結びつけられた[26]）のに対して、鳳凰は孔雀に近い見た目をしている。ただし、鳳凰にしろフェニックスにしろ、こうした図像の多くは後世のものである。古代ギリシア・ローマのフェニックスの直接的なルーツと考えられている古代エジプトの霊鳥ベンヌは、サギのような水鳥に近い外貌であった。
- フェニックスは雄のみで単性生殖をするのに対して、鳳凰は雌雄の別があり卵も産むとされた。しかし鳳凰は本来一つの語であったと考えられており、二文字の単語を一文字ずつに分けて一方は何々、他方は何々と説明するのは中国ではありふれた語源俗解であり、鳳が牡で凰が牝などというのは後付けの説明である。

## ガルーダとの関係

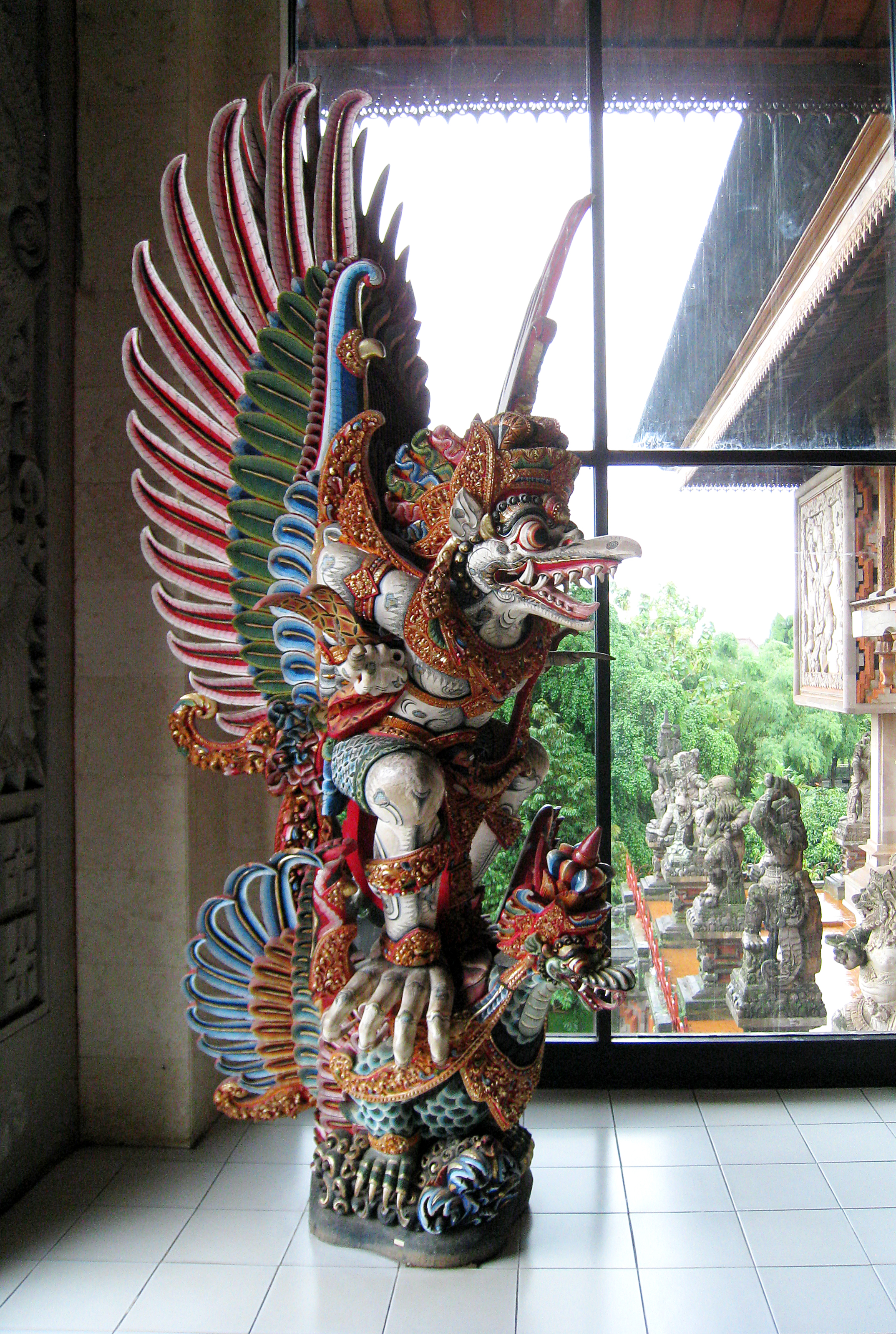
ガルダの彫像（バリ島）

インド神話の神で聖鳥でもあるガルダ（迦楼羅）が、マレー半島、インドネシアまで広まっている。これを鳳凰と比べた場合、形態の上からも、特徴・性質の上からも、神話における物語の上でも、格別には鳳凰との類似点はない。